# GT World Challenge Europe

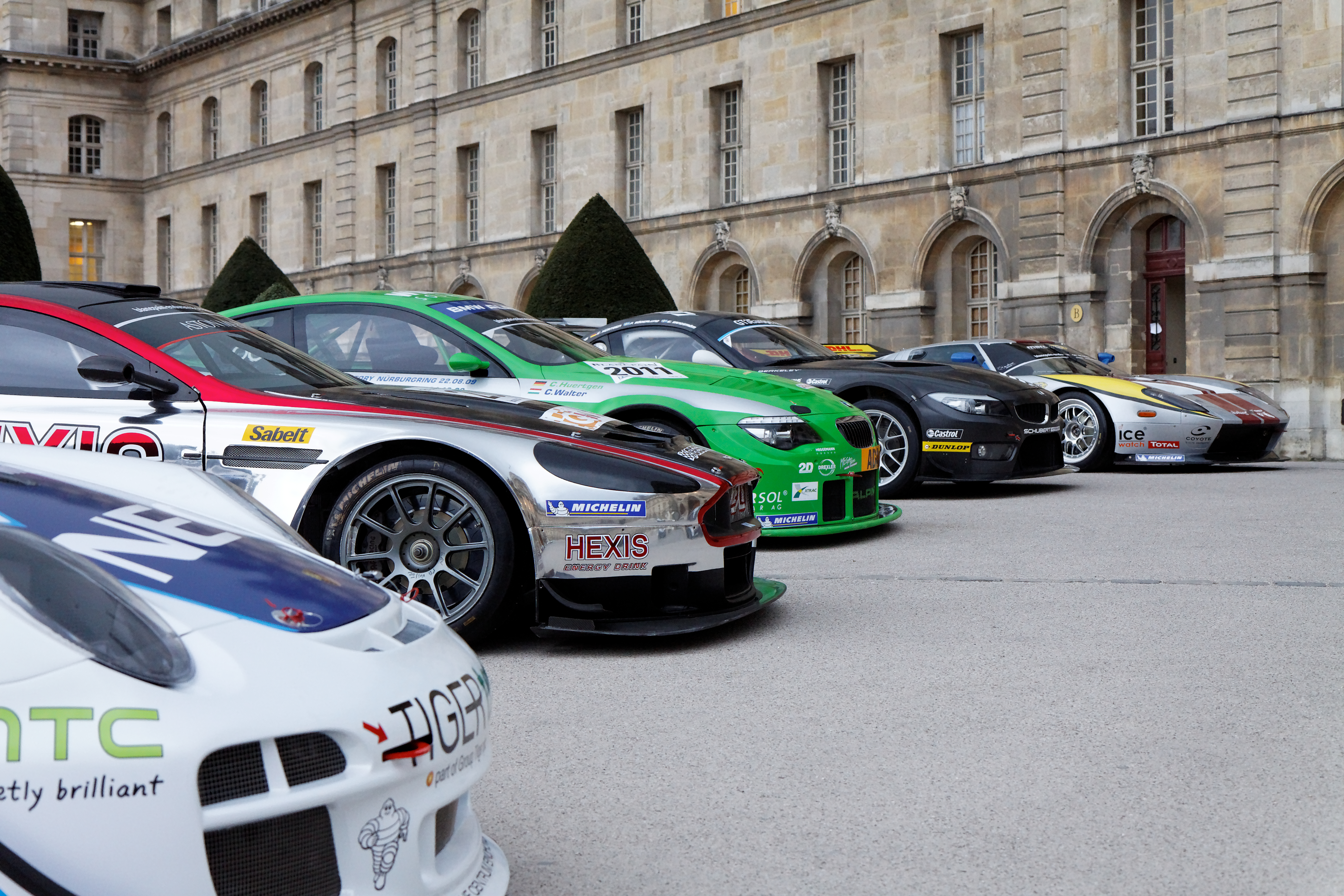
Presentación de Blancpain Endurance Series en marzo de 2011.

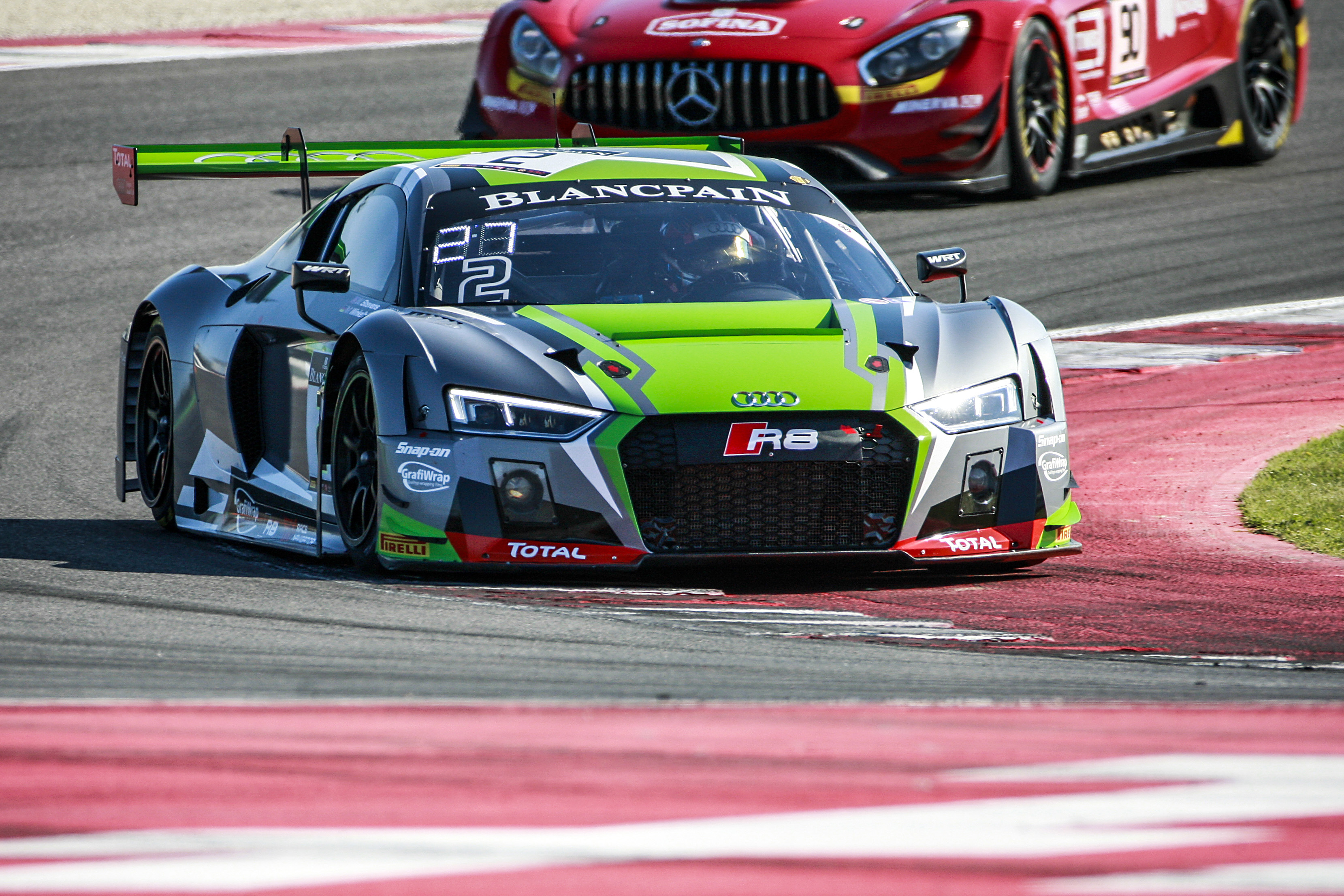
Audi R8 LMS de Will Stevens.

El GT World Challenge Europe, antes Blancpain GT Series, es una serie de campeonatos de automovilismo de velocidad que se disputan en Europa desde el año 2011. Participan gran turismos de los reglamentos GT3. Lo organizan la Stéphane Ratel Organisation y el Real Automóvil Club de Bélgica, y tiene patrocinio titular de la marca de relojes Blancpain.
El GT World Challenge Europe Endurance Cup, antes Blancpain GT Series Endurance Cup, recuperó ciertas características del Campeonato FIA GT que fueron dejadas de lado en su conversión en el Campeonato Mundial de GT: carreras de duración media (3 horas), varias clases, combinación de profesionales y amateurs, y la inclusión de las 24 Horas de Spa como carrera más prestigiosa y de puntaje extra.
Por otro lado, en 2014, el Campeonato FIA GT perdió el estatus de competición FIA, por lo que la Stéphane Ratel Organisation lo rebautizó Blancpain Sprint Series (hoy GT World Challenge Europe Sprint Cup). El GT World Challenge Europe es el tercer campeonato que suma las competencias del Sprint Cup y del Endurance Cup en un solo clasificador. Fue auspiciada hasta 2019 por la marca de relojes Blancpain.

## Campeones

### GT World Challenge Europe

#### Pilotos
| Año  | General                              | Copa de Plata                   | Copa Pro-Am                       | Copa Am                      |
| ---- | ------------------------------------ | ------------------------------- | --------------------------------- | ---------------------------- |
| 2014 | Laurens Vanthoor                     | No se disputó                   | No se disputó                     | No se disputó                |
| 2015 | Robin Frijns                         | No se disputó                   | No se disputó                     | No se disputó                |
| 2016 | Dominik Baumann Maximilian Buhk      | No se disputó                   | Michał Broniszewski               | Claudio Sdanewitsch          |
| 2017 | Mirko Bortolotti Christian Engelhart | No se disputó                   | Alexander Mattschull              | David Perel                  |
| 2018 | Raffaele Marciello                   | Nico Bastian Jack Manchester    | Nyls Stievenart Markus Winkelhock | Adrian Amstutz Leo Machitski |
| 2019 | Andrea Caldarelli Marco Mapelli      | Nico Bastian                    | Andrea Bertolini Louis Machiels   | No se disputó                |
| 2020 | Timur Boguslavskiy                   | Ezequiel Pérez Companc          | Chris Froggatt Eddie Cheever III  | No se disputó                |
| 2021 | Dries Vanthoor Charles Weerts        | Alex Fontana                    | Henrique Chaves Miguel Ramos      | No se disputó                |
| 2022 | Raffaele Marciello                   | Benjamin Goethe Thomas Neubauer | Miguel Ramos                      | No se disputó                |

#### Equipos
| Año  | General                    | Copa de Plata       | Copa Pro-Am           | Copa Am                       |
| ---- | -------------------------- | ------------------- | --------------------- | ----------------------------- |
| 2014 | Belgian Audi Club Team WRT | No se disputó       | No se disputó         | No se disputó                 |
| 2015 | Belgian Audi Club Team WRT | No se disputó       | No se disputó         | No se disputó                 |
| 2016 | HTP Motorsport             | No se disputó       | Kessel Racing         | AF Corse/Kaspersky Motorsport |
| 2017 | GRT Grasser Racing Team    | No se disputó       | Rinaldi Racing        | Kessel Racing                 |
| 2018 | AKKA ASP Team              | No se disputó       | Saintéloc Racing      | Barwell Motorsport            |
| 2019 | Orange1 FFF Racing Team    | AKKA ASP Team       | AF Corse              | No se disputó                 |
| 2020 | Belgian Audi Club Team WRT | Madpanda Motorsport | Sky - Tempesta Racing | No se disputó                 |
| 2021 | Team WRT                   | Emil Frey Racing    | Barwell Motorsport    | No se disputó                 |
| 2022 | AKKodis ASP Team           | Team WRT            | AF Corse              | No se disputó                 |

### GT World Challenge Europe Endurance Cup

#### Pilotos
| Año  | Copa GT3 Pro (2011-2015) Absoluto (2016-)              | Copa de Plata                                            | Copa de Oro                                            | Copa GT3 Pro-Am                                    | Trofeo GT3 Caballeros (2011-2014) Copa Am (2016-)           | Copa GT4                                      |
| ---- | ------------------------------------------------------ | -------------------------------------------------------- | ------------------------------------------------------ | -------------------------------------------------- | ----------------------------------------------------------- | --------------------------------------------- |
| 2011 | Greg Franchi                                           | No se disputó                                            | Louis Machiels Niek Hommerson                          | No se disputó                                      | Georges Cabannes                                            | Jordan Tresson Alex Buncombe Christopher Ward |
| 2012 | Stéphane Ortelli Christopher Haase Christopher Mies    | No se disputó                                            | Louis Machiels Niek Hommerson                          | No se disputó                                      | Robert Hisso Pierre Hirschi                                 | No se disputó                                 |
| 2013 | Maximilian Buhk                                        | No se disputó                                            | Lucas Ordóñez                                          | No se disputó                                      | Patrice Goueslard Jean-Luc Beaubélique Jean-Luc Blanchemain | No se disputó                                 |
| 2014 | Laurens Vanthoor                                       | No se disputó                                            | Andrea Rizzoli Stefano Gai                             | No se disputó                                      | Peter Mann Francisco Guedes                                 | No se disputó                                 |
| 2015 | Wolfgang Reip Alex Buncombe Katsumasa Chiyo            | No se disputó                                            | Duncan Cameron Matt Griffin                            | No se disputó                                      | Ian Loggie Julian Westwood                                  | No se disputó                                 |
| 2016 | Robert Bell Côme Ledogar Shane van Gisbergen           | No se disputó                                            | Alessandro Bonacini Michał Broniszewski Andrea Rizzoli | No se disputó                                      | Vadim Gitlin Liam Talbot Marco Zanuttini                    | No se disputó                                 |
| 2017 | Mirko Bortolotti Andrea Caldarelli Christian Engelhart | No se disputó                                            | Jonathan Adam Ahmad Al Harthy                          | No se disputó                                      | Jacques Duyver David Perel Marco Zanuttini                  | No se disputó                                 |
| 2018 | Yelmer Buurman Maro Engel Luca Stolz                   | Alex Fontana Mikaël Grenier Adrian Zaugg                 | No se disputó                                          | Chris Buncombe Nick Leventis Lewis Williamson      | Adrian Amstutz Leo Machitski                                | No se disputó                                 |
| 2019 | Andrea Caldarelli Marco Mapelli                        | Nico Bastian Timur Boguslavskiy Felipe Fraga             | No se disputó                                          | Ahmad Al Harthy Charlie Eastwood Salih Yoluç       | Adrian Amstutz Leo Machitski                                | No se disputó                                 |
| 2020 | Alessandro Pier Guidi                                  | Patrick Kujala Alex MacDowall Frederik Schandorff        | No se disputó                                          | Chris Goodwin Alexander West                       | Stéphane Tribaudini                                         | No se disputó                                 |
| 2021 | Alessandro Pier Guidi Nicklas Nielsen Côme Ledogar     | Alex Fontana Ricardo Feller Rolf Ineichen                | No se disputó                                          | Chris Froggatt Jonathan Hui                        | No se disputó                                               | No se disputó                                 |
| 2022 | Jules Gounon Daniel Juncadella Raffaele Marciello      | Benjamin Goethe Thomas Neubauer Jean-Baptiste Simmenauer | Oliver Millroy Frederik Schandorff Brendan Iribe       | Louis Machiels Andrea Bertolini Stefano Costantini | Reema Juffali Tim Muller Valentin Pierburg George Kurtz     | No se disputó                                 |

#### Equipos
| Año  | Copa GT3 Pro                   | Copa de Plata      | Copa de Oro      | Copa GT3 Pro/Am                | Trofeo GT3 Caballeros      | GT4            |
| ---- | ------------------------------ | ------------------ | ---------------- | ------------------------------ | -------------------------- | -------------- |
| 2011 | Belgian Audi Club              | No se disputó      | No se disputó    | Vita4One                       | Ruffier Racing             | RJN Motorsport |
| 2012 | Belgian Audi Club WRT          | No se disputó      | No se disputó    | AF Corse                       | Sainteloc Racing           | No se disputó  |
| 2013 | Marc VDS Racing Team           | No se disputó      | No se disputó    | Nissan GT RJN                  | SOFREV Auto Sport          | No se disputó  |
| 2014 | Belgian Audi Club WRT          | No se disputó      | No se disputó    | Scuderia Villorba Corse        | AF Corse                   | No se disputó  |
| 2015 | Belgian Audi Club WRT          | No se disputó      | No se disputó    | AF Corse                       | AKKA ASP                   | No se disputó  |
| 2016 | Garage59                       | No se disputó      | No se disputó    | Kessel Racing                  | Kessel Racing              | No se disputó  |
| 2017 | Bentley Team M-Sport           | No se disputó      | No se disputó    | Omán Racing Team with TF Sport | Kessel Racing              | No se disputó  |
| 2018 | Mercedes-AMG Team Black Falcon | No se disputó      | No se disputó    | 961 Corse / AF Corse           | Barwell Motorsport         | No se disputó  |
| 2019 | Orange1 FFF Racing Team        | AKKA ASP Team      | No se disputó    | Oman Racing with TF Sport      | Barwell Motorsport         | No se disputó  |
| 2020 | SMP Racing / AF Corse          | Barwell Motorsport | No se disputó    | Garage 59                      | CMR                        | No se disputó  |
| 2021 | Team WRT                       | Emil Frey Racing   | No se disputó    | Sky - Tempesta Racing          |                            | No se disputó  |
| 2022 | AKKodis ASP Team               | Team WRT           | Inception Racing | SPS Automotive Performance     | SPS Automotive Performance | No se disputó  |

### GT World Challenge Europe Sprint Cup

#### Pilotos
| Año  | Copa Pro (2013-2015) Absoluto (2016-) | Copa de Plata                        | Copa Pro-Am                          | Copa Am                               |
| ---- | ------------------------------------- | ------------------------------------ | ------------------------------------ | ------------------------------------- |
| 2013 | Stéphane Ortelli Laurens Vanthoor     | No se disputó                        | Sergey Afanasyev Andreas Simonsen    | Petr Charouz Jan Stoviček             |
| 2014 | Maximilian Götz                       | Mateusz Lisowski Vincent Abril       | Alessandro Latif Marc Basseng        | No se disputó                         |
| 2015 | Vincent Abril Maximilian Buhk         | Jules Szymkowiak                     | Aleksey Karachev                     | No se disputó                         |
| 2016 | Enzo Ide                              | Michele Beretta Luca Stolz           | Michał Broniszewski Giacomo Piccini  | Claudio Sdanewitsch                   |
| 2017 | Robin Frijns Stuart Leonard           | Fabian Schiller Jules Szymkowiak     | Daniel Keilwitz Alexander Mattschull | Stephen Earle David Perel             |
| 2018 | Raffaele Marciello Michael Meadows    | Nyls Stievenart Markus Winkelhock    | Nico Bastian Jack Manchester         | Pierre Feligioni Claude-Yves Gosselin |
| 2019 | Andrea Caldarelli Marco Mapelli       | Nico Bastian Thomas Neubauer         | Hiroshi Hamaguchi Phil Keen          | Florian Scholze Wolfgang Triller      |
| 2020 | Dries Vanthoor Charles Weerts         | Simon Gachet Steven Palette          | Eddie Cheever III Chris Froggart     | No se disputó                         |
| 2021 | Dries Vanthoor Charles Weerts         | Alex Fontana                         | Henrique Chaves Miguel Ramos         | No se disputó                         |
| 2022 | Dries Vanthoor Charles Weerts         | Pierre-Alexandre Jean Ulysse De Pauw | Miguel Ramos Dean Macdonald          | No se disputó                         |

#### Equipos
| Año  | Copa Pro (2014-2015) Absoluto (2016-) | Copa Pro-Am         | Copa de Plata           | Trofeo Caballeros (2013) Copa Am (2014-) |
| ---- | ------------------------------------- | ------------------- | ----------------------- | ---------------------------------------- |
| 2013 | Belgian Audi Club WRT                 | HTP Gravity Charouz | No se disputó           | HTP Gravity Charouz                      |
| 2014 | Belgian Audi Club WRT                 | Phoenix Racing      | Belgian Audi Club WRT   | No se disputó                            |
| 2015 | Belgian Audi Club WRT                 | GT Russian Team     | Bentley Team HTP        | No se disputó                            |
| 2016 | Team WRT                              | Kessel Racing[      | No se disputó           | AF Corse                                 |
| 2017 | Belgian Audi Club WRT                 | Rinaldi Racing      | HTP Motorsport          | Kessel Racing                            |
| 2018 | Belgian Audi Club WRT                 | No se disputó       | Saintéloc Racing        | Boutsen Ginion Racing                    |
| 2019 | AKKA ASP Team                         | AKKA ASP Team       | Orange1 FFF Racing Team | HB Racing                                |
| 2020 | Belgian Audi Club Team WRT            | Saintéloc Racing    | Sky - Tempesta Racing   | No se disputó                            |
| 2021 | Team WRT                              | Emil Frey Racing    | Barwell Motorsport      | No se disputó                            |
| 2022 | Team WRT                              | AF Corse            | AF Corse                | No se disputó                            |